# Der Deutsche Herold
Der Deutsche Herold war der Titel einer seit dem Jahr 1870 erschienenen Monatsschrift mit genealogischen, sphragistischen und heraldischen Inhalten. Die Leserschaft fand sich an fürstlichen Höfen, im hohen Adel, der Aristokratie und in den höheren Bürgerschichten. Dort war es „zweifellos das verbreitetste und angesehenste Familienblatt“.

## Titel
Die Titelzusätze nach „Der Deutsche Herold“ lauteten:
- Jahrgänge 1 und 2 (1870–1871): Monatsschrift für Heraldik, Sphragistik und Genealogie
- Jahrgänge 3 bis 20 (1872–1889): Zeitschrift für Heraldik, Sphragistik und Genealogie
- ab Jahrgang 21 (ab 1890): Zeitschrift für Wappen-, Siegel und Familienkunde

## Herausgeber
Herausgeber des Deutschen Herolds unter der Schirmherrschaft des Vereines Herold waren: Adolf Matthias Hildebrandt (1870–1871; 1880–1918) bis zu seinem Lebensende, teilweise Gustav Adelbert Seyler (1872–1873), Ludwig Clericus (1874–1879) und Gustav Adolf Closs (1919–1934) bis zum Ende der Zeitschrift. Verlegt wurde die Zeitschrift zunächst von Mitscher & Röstell und ab 1875 im Carl Heymanns Verlag.

## Ende
Im Jahr 1934, wurde Der Deutsche Herold mit den Familiengeschichtlichen Blättern verbunden und damit als selbständige Zeitschrift eingestellt.

## Parallel erscheinende Vierteljahrsschrift
Parallel dazu gab der Verein Herold seit dem Jahr 1873 eine Vierteljahrsschrift mit synchronisiertem Titel heraus:
- zunächst: Vierteljahrsschrift für Heraldik, Sphragistik und Genealogie
- ab 1890: Vierteljahrsschrift für Wappen-, Siegel- und Familienkunde
- seit 1959: Der Herold. Vierteljahrsschrift für Heraldik, Genealogie und verwandte Wissenschaften

Diese Zeitschrift existiert im Gegensatz zum Deutschen Herold bis heute.